# Дегембаева, Татина
Татина Дегембаева — советский хозяйственный, государственный и политический деятель.

## Биография
Родилась в 1920 году в селе Шалта. Член КПСС.
С 1935 года — на хозяйственной, общественной и политической работе. В 1935—1984 гг. — колхозница в селе Белек, звеньевая свекловодческого звена колхоза «Дружба» Московского района Чуйской области Киргизской ССР.
За получение высоких урожаев риса, кукурузы, гречихи, сахарной свёклы и льна на основе внедрения прогрессивной технологии и передового опыта была в составе коллектива удостоена Государственной премии СССР за выдающиеся достижения в труде 1978 года.
Избиралась депутатом Верховного Совета Киргизской ССР 9-го и 10-го созывов.
Умерла в Киргизии после 1994 года.